# Quiosc modernista d'Alcoi
El Quiosc modernista d'Alcoi va ser una edificació situada a la plaça d'Espanya número 1 de la ciutat d'Alcoi (l'Alcoià), País Valencià. D'estil modernista valencià, va ser construït l'any 1917 i projectat per l'arquitecte Joaquín Aracil Aznar.
El quiosc es trobava situat en la part central de la plaça de la Constitució, actual plaça d'Espanya, on hui es troba la Llotja de Sant Jordi, obra de Santiago Calatrava. L'edificació, de caràcter públic, va ser construïda en a l'any 1917 en estil modernista valencià per l'arquitecte alcoià Joaquín Aracil Aznar, en la qual seria la seua única obra d'estil modernista a la seua ciutat natal.
El quiosc tenia unes dimensions considerables, tal vegada majors que altres quioscos modernistes de l'època. De gran altura, posseïa cinc arcs que estaven rematats amb el típic trencadís d'estil modernista tant en la seua part interior com en l'exterior, que feia les vegades de teulada del quiosc. Estava coronat per una pilastra central amb treginat de tipus floral, típicament modernista. Posteriorment seria cobert a mitja altura per un tendal per protegir-se del sol, en el qual estava impresa la paraula refrescos.
L'edificació va ser derrocada pel que sembla abans o durant el transcurs de la guerra civil espanyola i se sap de la seua existència per diversos testimoniatges i fotografies de l'època.